# Medienkonverter

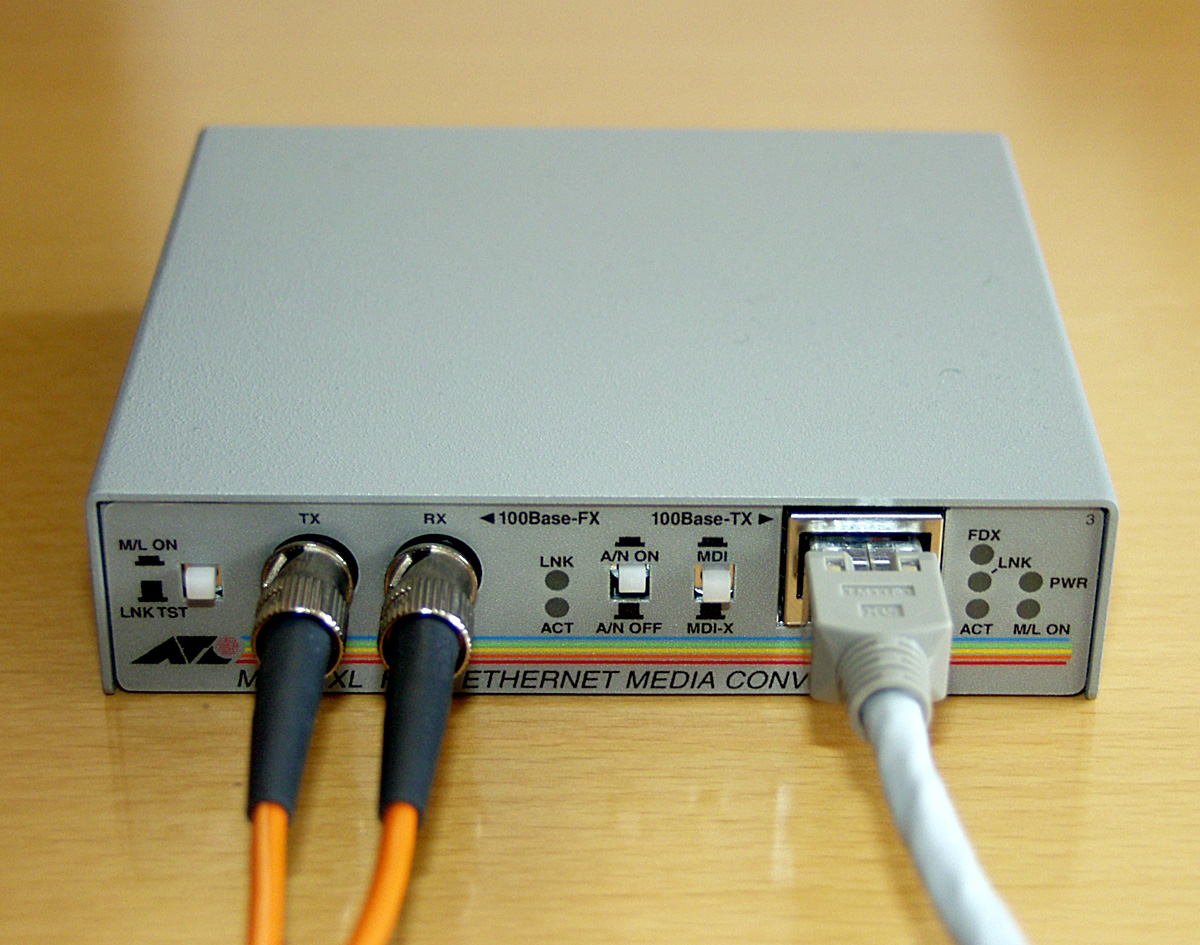
Medienkonverter für Fast Ethernet 100BASE-TX/100BASE-FX, Konvertierung von Twisted-Pair-Kabel auf LWL mittels ST-Stecker

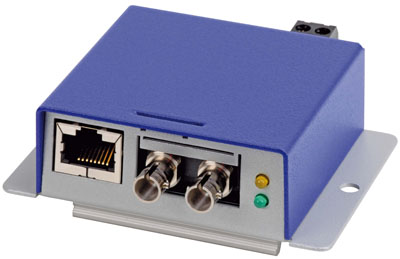
(LWL-)Medienkonverter für Fast Ethernet 100BASE-TX/100BASE-FX, Konvertierung von Twisted-Pair-Kabel auf LWL mit ST-Stecker

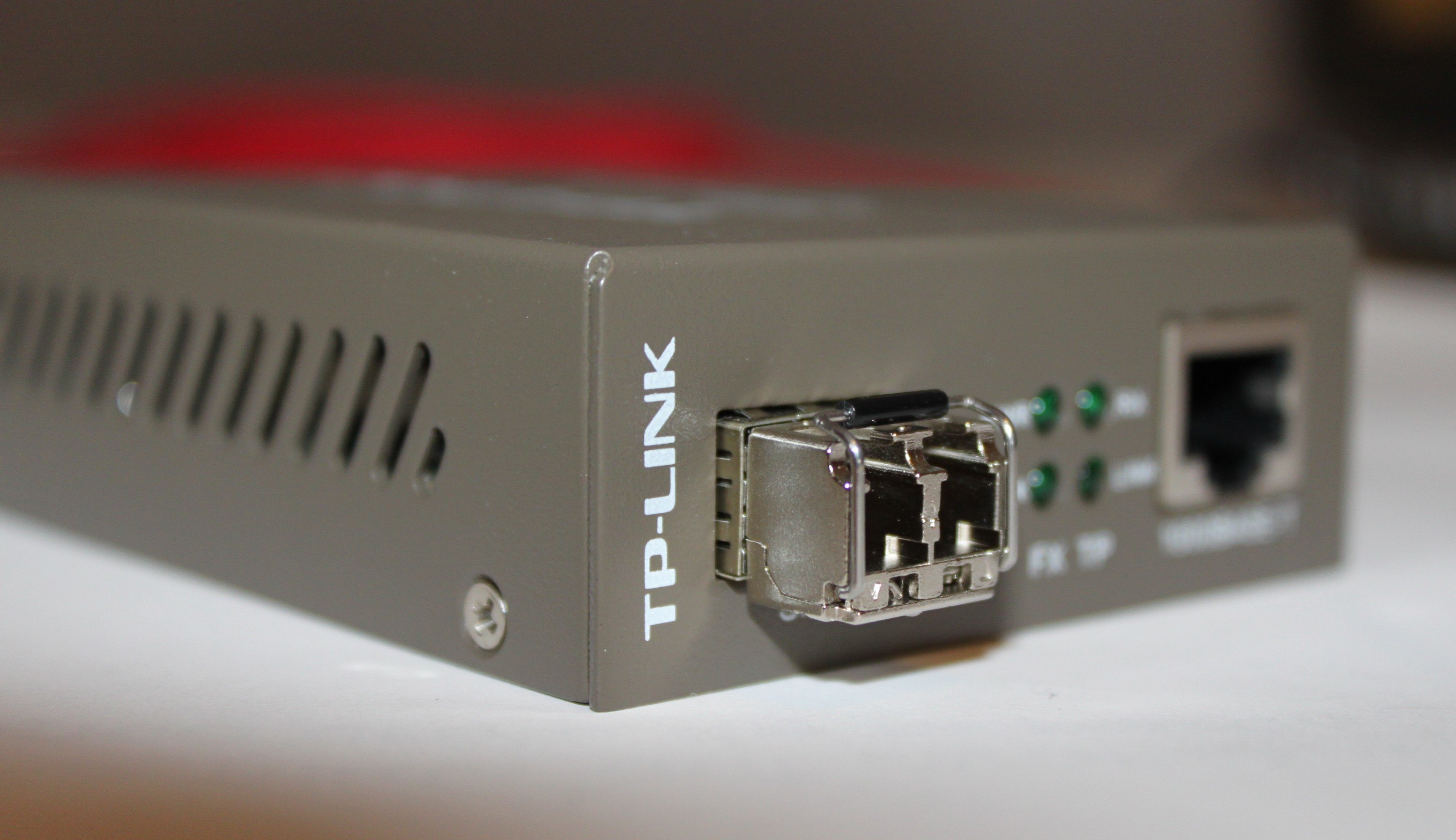
(LWL-)Medienkonverter für Fast Ethernet, Konvertierung von Twisted-Pair-Kabel auf SFP-Modul mit LC-Stecker

Medienkonverter sind im Netzwerkbereich eingesetzte Geräte, die Netzwerksegmente unterschiedlicher Übertragungsmedien wie Twisted-Pair-Kabel (TP), Koaxialkabel oder Lichtwellenleiter (LWL, Glasfaserkabel) miteinander verbinden und damit die übertragenen Daten physikalisch von einem Medium auf das andere umsetzen. Durch LWL-Medienkonverter können enorme Vergrößerungen der Reichweite eines Netzwerks erreicht werden, indem zum Beispiel eine TP-Leitung mit max. 100 m Reichweite auf eine Übertragung mittels Lichtwellenleitern umgesetzt wird mit bis zu 100 km Reichweite.
Medienkonverter arbeiten wahlweise auf der ersten oder zweiten Schicht des OSI-Modells:
- Standard-Medienkonverter funktionieren wie ein Repeater und arbeiten auf Schicht 1. Normalerweise wird je Richtung ein Repeater verwendet, sodass ein Vollduplex-Betrieb möglich ist (nachrichtentechnisch: dual-simplex). Datenraten und Duplexeinstellungen müssen auf beiden Seiten identisch sein.
- Switched Medienkonverter funktionieren hingegen wie eine Bridge und arbeiten auf Schicht 2. Sie können Medien mit verschiedenen Geschwindigkeiten verbinden, eine Vollduplex-Verbindung mit einem Halbduplex-Segment oder zwei Halbduplex-Segmente mit Teilung der Kollisionsdomäne.

Statt dedizierter Medienkonverter werden immer häufiger austauschbare Schnittstellenmodule in Netzwerkgeräten verwendet (Transceiver), insbesondere Small Form-factor Pluggable (SFP und SFP+), bei älteren Installationen auch Gigabit Interface Converter (GBIC) und andere. Medienkonverter gibt es zur flexiblen Anpassung ebenfalls mit modularen Schnittstellen.

## Beispiele
Gängige Übertragungsmedien bestimmter Netzwerktechnologien, zwischen denen umgesetzt werden kann (ohne Switch-Funktion nur innerhalb derselben Geschwindigkeit):
- 10BASE2 (Koaxialkabel, Ethernet / 10 Mbit/s)
- 10BASE5 (Koaxialkabel, Ethernet / 10 Mbit/s)
- 10BASE-T (Twisted-Pair-Kabel, Ethernet / 10 Mbit/s)
- 10BASE-FL (Lichtwellenleiter [Multimodefasern], Ethernet / 10 Mbit/s)
- 100BASE-TX (Twisted-Pair-Kabel, Fast Ethernet / 100 Mbit/s)
- 100BASE-FX (Lichtwellenleiter [Multimode- oder Monomodefasern], Fast Ethernet / 100 Mbit/s)
- 1000BASE-T (Twisted-Pair-Kabel, Gigabit-Ethernet / 1000 Mbit/s)
- 1000BASE-SX (Lichtwellenleiter [Multimodefasern], Gigabit-Ethernet / 1000 Mbit/s)
- 1000BASE-LX (Lichtwellenleiter [Monomodefasern], Gigabit-Ethernet / 1000 Mbit/s)

## LWL-Medienkonverter
LWL-Medienkonverter (Lichtwellenleiter-Medienkonverter) konvertieren elektrische in optische Signale (z. B. Feldbus-Signale und Ethernet-Signale) und stellen die direkte Verbindung zwischen verschiedenen Kupferkabel- bzw. Lichtwellenleitertypen her. Andere Netzwerkkomponenten wie Router, Industrial Ethernet, Switches oder Server können per LWL-Medienkonverter miteinander verbunden werden. Auf diese Weise kann die Reichweite eines bestehenden Netzwerks vergrößert werden, da mit Lichtwellenleitern Reichweiten von bis zu 100 Kilometern ohne zusätzliche Verstärkung überbrückt werden können. Darüber hinaus lassen sich damit alte Netzwerkinstallationen mit einer neuen Verkabelung zusammenführen oder Längenbeschränkungen überwinden.
Integrierte Redundanz-Mechanismen sollen eine hohe Verfügbarkeit von Netzwerken sowie den flexiblen Aufbau von  Linien-, Stern-, Baum- und Ring-Strukturen sicherstellen. Für die Verbindung und Überbrückung von großen Distanzen sind die LWL-Medienkonverter in der Lage, verschiedene Fasertechnologien wie POF, PCS-Fasern und Multimode- und Singlemode-Glasfasern mit diversen LWL-Steckertypen zu bedienen. Je nach Anwendung und geforderter Reichweite können damit Strecken von einigen Metern bis zu mehreren zehn Kilometern realisiert werden.